# Тёбунсай Эйси
Тёбунсай (Хосода) Эйси (яп. 鳥文斎 栄之, 1756 — 1.08.1829) — мастер укиё-э, основатель школы Хосода, специализировавшейся в жанре бидзинга, развивал декоративное направление в гравюре. Работы этой школы отличает разнообразие сюжетов и мотивов и изысканное оформление. Настоящее имя художника Хосода Токитоми, он происходил из клана Фудзивара.

## Биография
Эйси был современником и учеником Китагава Утамаро и Тории Киёнага, жил и работал в Эдо (Токио). Дед художника был министром финансов (кандзё-бугё) в правительстве сёгуната. В 1772 году он возглавил свою семью, когда умер отец Токитоми, — Хосода Токиюки (細田 時行). Должность должна была перейти ему от отца по наследству, однако Токитоми отказался от неё из-за увечения искусством. С 1781 года Хосода Токитоми занимал должность во дворце сёгуна, Токугава Иэхару был придворным художником. Позже стал работать в жанре укиё-э.
Эйси оставался неофициально на службе у сёгуна до 1789 года, после чего передал должность приеёному сыну Токитоё (яп. 時豊), тем самым отказавшись от своего самурайского звания; он сделал это из-за плохого состояния здоровья, которое, по его мнению, не позволяло качественно исполнять обязанности.
Первыми работами Эйси были цветные иллюстрации для литературных произведений и театральные гравюры. Красавицы изображённые Эйси обладали статностью и изяществом. При этом они выглядели словно куклы, представляя самурайский идеал женской слабости и покорности. Эйси создал ряд женских образов. Это были не только куртизанки из «зелёных кварталов» Ёсивара, но и героини мифологии и литературы.
Под влиянием работ Китагавы Утамаро и Тории Киёнаги он занялся потртетами красавиц (бидзинга). В 1780−1801 годах Эйси работал над иллюстрациями к роману «Гэндзи моногатари» Мурасаки Сикибу.
Умер 1 августа 1829 года, был похоронен в храме Рэндзи. Его буддийское посмертное имя — Косэцуин дэнкайсин Эйси Нитидзуи Кодзи (яп. 広説院殿皆信栄之日随居士). Он также использовал имена Минодзё (яп. 民之丞) и Ясабуро (яп. 弥三郎).

## Ученики
- Тёкёсай Эйри[яп.]
- Тёкосай Эйсё[англ.]
- Эйсин
- Эйсуй

Работы Хосоды
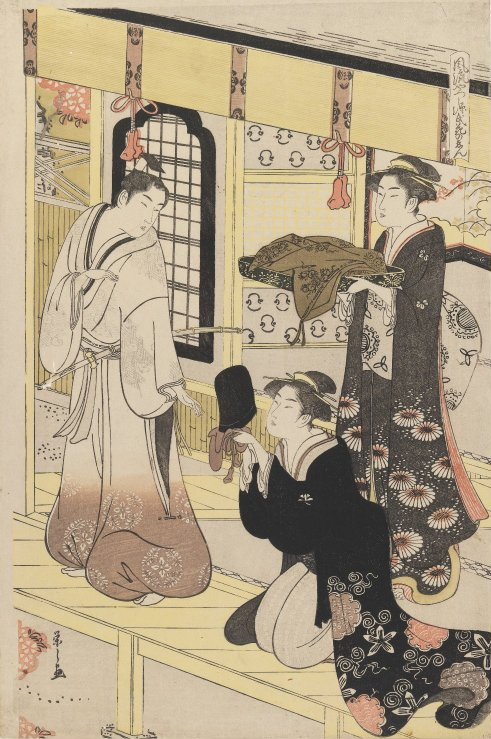
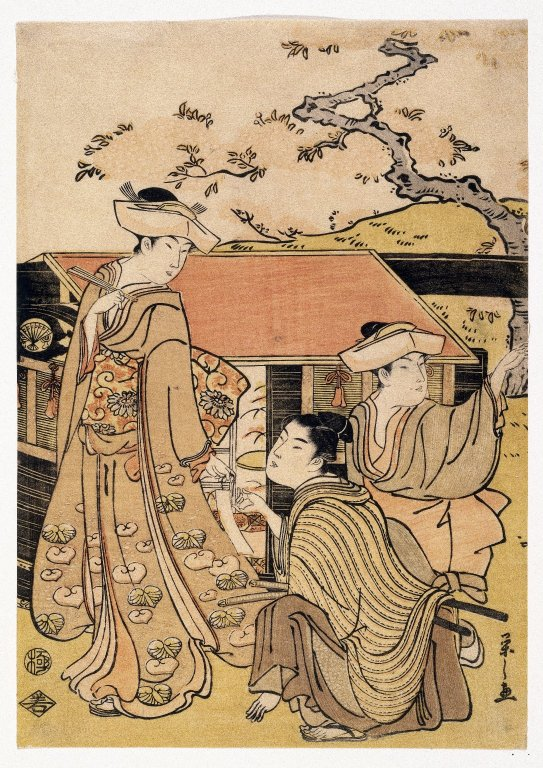
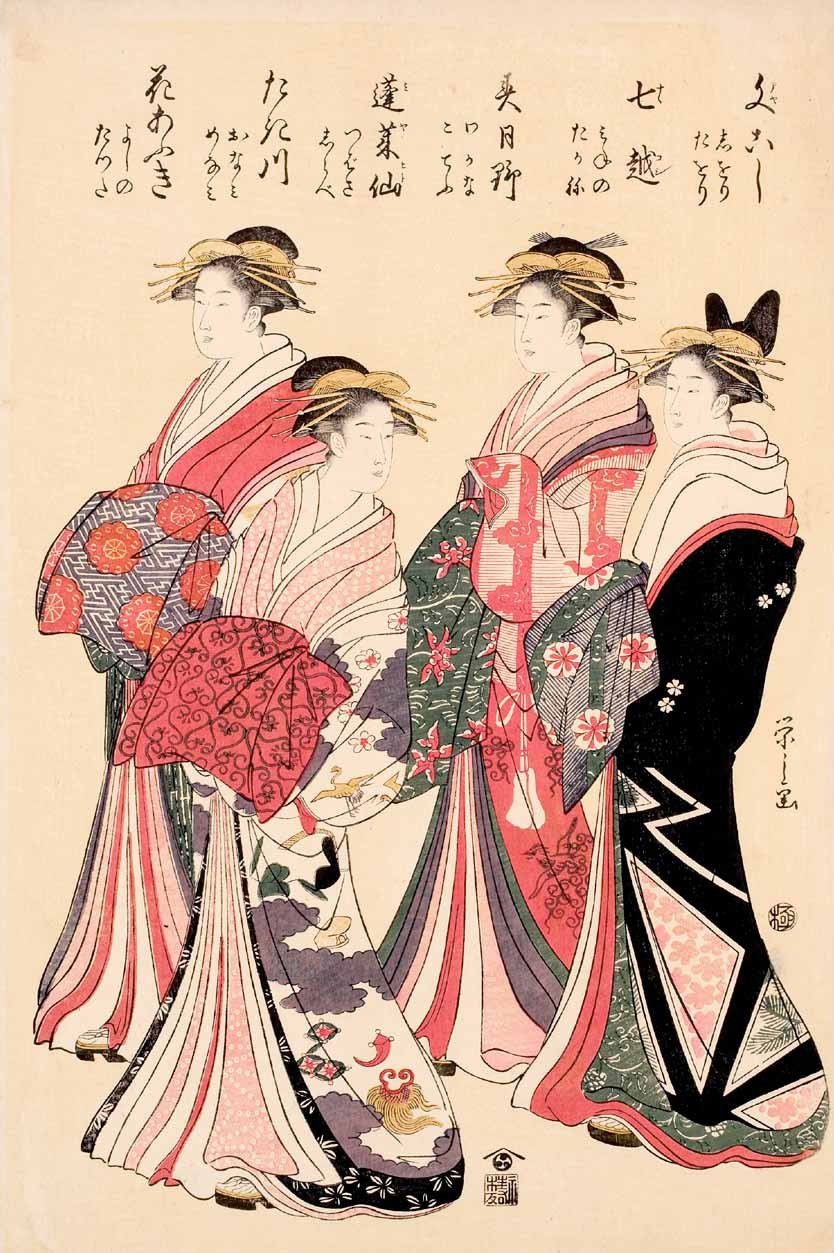
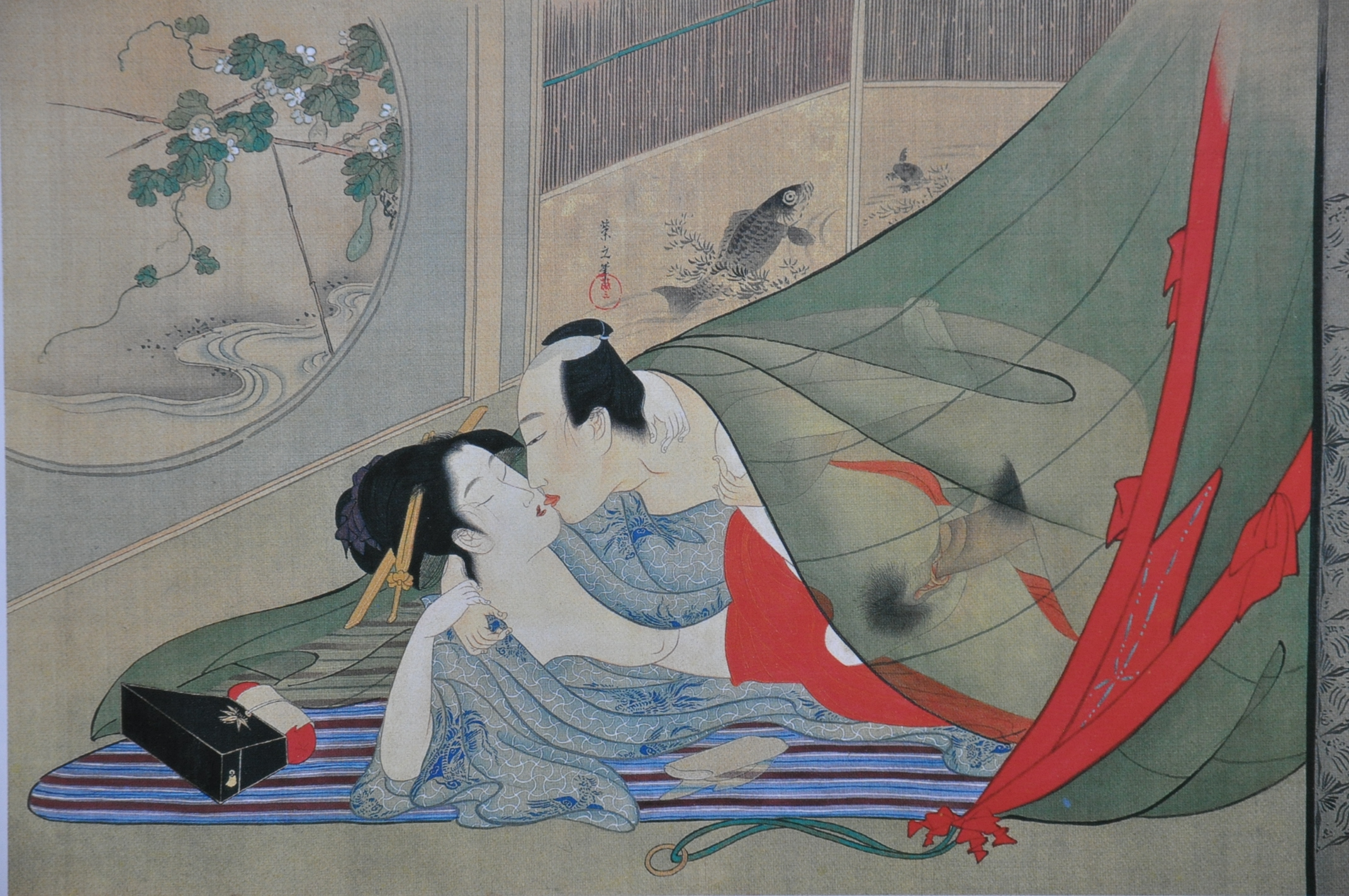
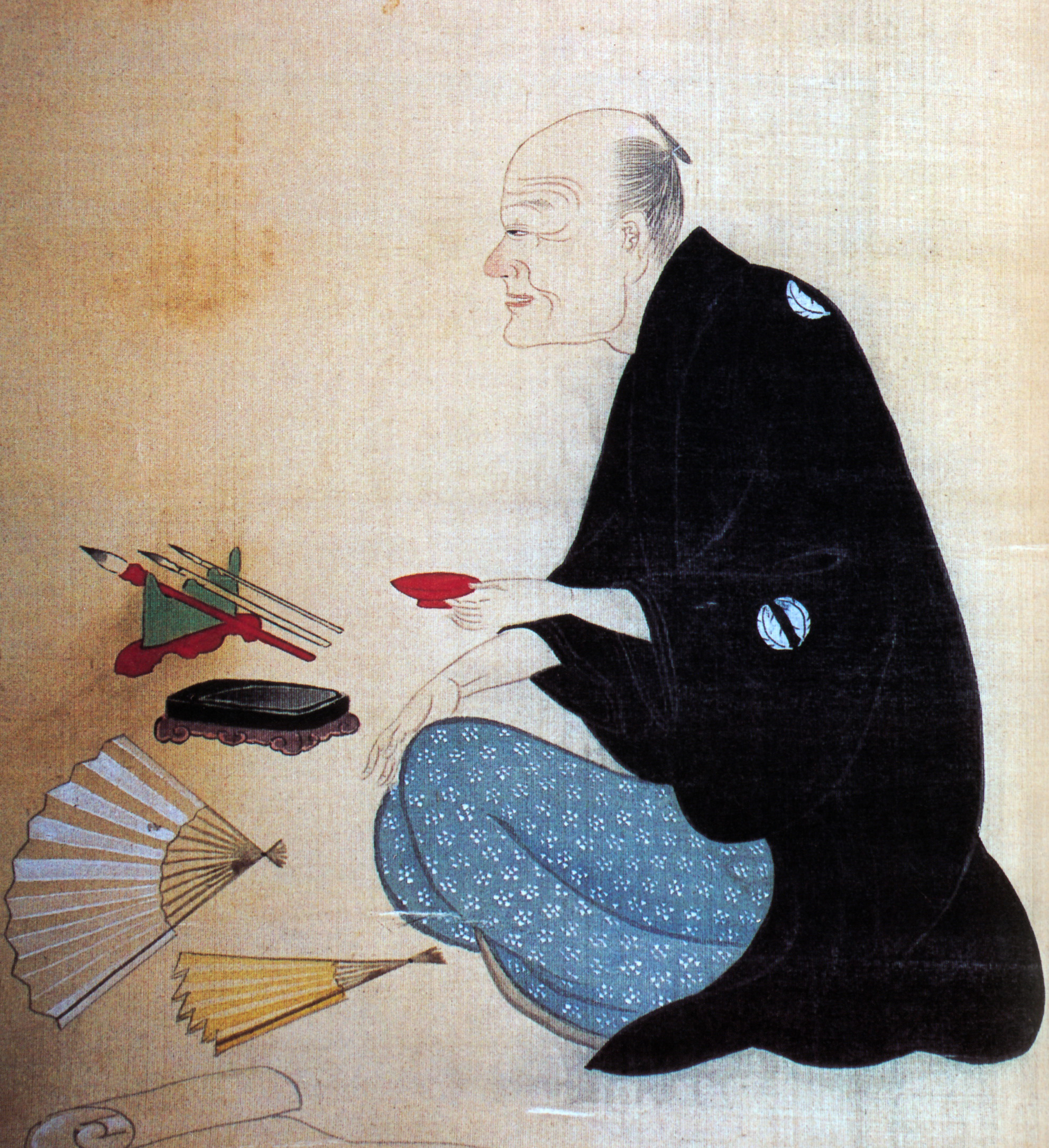

## Коллекции и музеи
- Музей личных коллекций О. П. Малахова
- Сахалинский областной художественный музей
- Музей искусств округа Лос-Анджелес